# 新江湾城駅
座標: 北緯31度19分49秒 東経121度30分8秒 / 北緯31.33028度 東経121.50222度
新江湾城駅（しんこうわんじょう-えき）は中華人民共和国上海市楊浦区に位置する上海地下鉄10号線の駅である。

## 駅構造

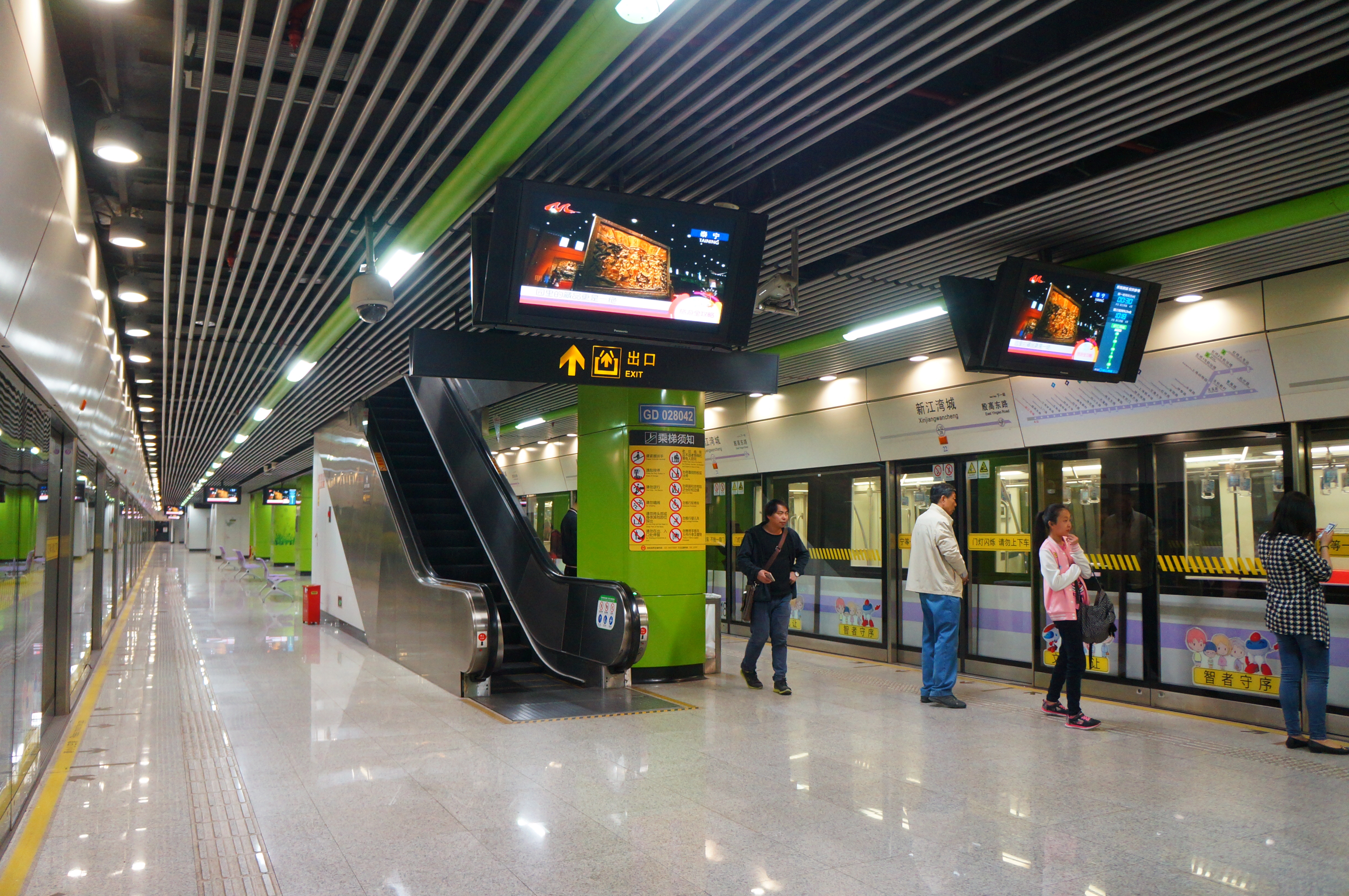
ホーム

島式ホーム4面3線、2番線と3番線は同じ線路を共用しています。

### のりば
| 番線 | 路線     | 行先           |
| ---- | -------- | -------------- |
| 1    | ■ 10号線 | 虹橋火車站方面 |
| 2/3  | ■ 10号線 | 航中路方面     |
| 4    | ■ 10号線 | 基隆路方面     |

## 駅周辺
- 新江湾城

## 歴史
- 2010年4月10日 - 開業。

## 隣の駅
上海地下鉄
■ 10号線
殷高東路駅 - 新江湾城駅 - 国帆路駅